# Edward Winter (Schachhistoriker)
Edward Gerard Winter (* 1955) ist ein englischer Journalist, Archivar, Historiker, Sammler und Autor auf dem Gebiet des Schachspiels. Der in der Nähe von Genf lebende Winter verfasst eine regelmäßige Kolumne Chess Notes und schreibt regelmäßig für ChessBase.

## Chess Notes
Chess Notes begann Anfang 1982 als zweimonatliches Periodikum und wurde vom Autor in der ersten Ausgabe beschrieben als „ein Forum für Aficionados, um alle Themen im Zusammenhang mit der königlichen Freizeitbeschäftigung zu diskutieren“. Die einzelnen Artikel und Notizen werden in der Reihenfolge ihres Erscheinens fortlaufend durchnummeriert.
Ende 1989 stellte das Periodikum sein Erscheinen ein. Im Jahre 1993 nahm Winter die Veröffentlichung der Chess Notes als Syndikat wieder auf, die nun weltweit als Kolumne in unterschiedlichen Sprachen in Schachzeitungen erschienen. Zwischen 1998 und 2001 erschienen sie exklusiv in der niederländischen englischsprachigen Zeitschrift New In Chess. Später wurden die Chess Notes dann online auf der Webseite ChessCafe.com publiziert. Seit September 2004 befinden sie sich auf Winters eigener Webseite Chess History Center.
Seit 1996 hat Winter verschiedene ausgewählte Sammlungen von Chess Notes in Buchform herausgebracht.

## Kritiken
Schachgroßmeister Yasser Seirawan nennt Winter „die erste Autorität der Schachwelt für ihre reiche Geschichte“.
Der Internationale Meister William Hartston bemerkt über ihn: „Wahrscheinlich zur Zeit der penibelste und fleißigste Forscher und Schachpublizist. … Winters brillant verreißender Stil, angenommen stets im Dienste der Akkuratesse als einer edlen Tugend, verleiht seinen Schriften eine sowohl wunderbar unterhaltende als auch lehrreiche Qualität.“
Hans Ree schrieb über Winter, er sei „ein gerechter, aber strenger Wächter der Schachliteratur. Jeder englischsprachige Schachpublizist weiß: Wer einen Datumsfehler begeht, ein Matt in einer Analyse übersieht oder sich gegen das King’s English versündigt, der wird von Winter, dessen Augen alles sehen, ausgepeitscht.“
Harald E. Balló kritisiert die Beschränkung der Chess Notes „auf skurrile Details schachpraktischer Besonderheiten mit nur geringer oder allenfalls marginaler historischer Relevanz“.
Larry Parr, der mit dem von Winter aufs Korn genommenen Großmeister und Autor Larry Evans befreundet ist, merkt kritisch an, Winter sei „besessen von trivialen Versehen, Druckfehlern und falschen Daten. Er sieht den Wald vor lauter Bäumen nicht. Er kann nur mit Schlamm spritzen.“

## Schriften
- World Chess Champions. 1981, ISBN 0-08-024094-1.
- Capablanca. A Compendium of Games, Notes, Articles, Correspondence, Illustrations and Other Rare Archival Materials on the Cuban Chess Genius José Raúl Capablanca, 1888–1942. 1989, ISBN 0-89950-455-8.
- Chess Explorations. 1996, ISBN 1-85744-171-0.
- Kings, Commoners and Knaves. Further Chess Explorations. 1999, ISBN 1-888690-04-6.
- A Chess Omnibus. 2003, ISBN 1-888690-17-8.
- Chess Facts and Fables. 2006, ISBN 0-7864-2310-2.